# Emma Jefimovová
Emma Kornějevna Jefimovová (* 28. září 1931 Moskva, Sovětský svaz – 12. července 2004) byla sovětská a ruská sportovní šermířka, která se specializovala na šerm fleretem. Sovětský svaz reprezentovala v padesátých letech. Jako sovětská reprezentantka zastupovala moskevskou šermířskou školu, která spadala pod Ruskou SFSR. Startovala na olympijských hrách v roce 1956 v soutěži jednotlivkyň. V roce 1959 získala titul mistryně světa v soutěži jednotlivkyň. Se sovětským družstvem fleretistek vybojovala v roce 1956 a 1958 titul mistryň světa.